# Ytterstfors linbana
Ytterstfors linbana var en fyra kilometer lång industrilinbana. Banan byggdes för att frakta massa från Ytterstfors träsliperi till Furuögrund hamn. Banans vändplats var ett massahus i hamnen, en byggnad på 150 × 27 meter uppförd 1908. Varje korg lastades med en massabal, vilket motsvarade en vikt på 180 kg massa.
Banan lades ner 1955 efter att både massahuset och linbanan brunnit upp efter slarv med tobaksrökning.